# Comerío (Porto Rico)
Comerío é um município de Puerto Rico, localizado na região centro-leste da ilha, ao norte de Aibonito; sul do Naranjitos e Bayamón; leste de Barranquitas e oeste de Cidra e Aguas Buenas. Comerío está espalhada por sete alas e Pueblo Comerío (O centro da cidade e do centro administrativo da cidade). É parte da Área Metropolitana de San Juan - Caguas - Guaynabo.